# Mongrando
Mongrando là một đô thị ở tỉnh Biella vùng Piedmont của nước Ý, có vị trí cách khoảng 60 km về phía đông bắc của Torino và khoảng 8 km về phía tây nam của Biella. Tại thời điểm ngày 31 tháng 12 năm 2004, đô thị này có dân số 4.040 người và diện tích là 16,7 km².
Mongrando giáp các đô thị: Borriana, Camburzano, Donato, Graglia, Netro, Occhieppo Inferiore, Ponderano, Sala Biellese, Zubiena.